# Novelists FR
Novelists FR ist eine Metalcore-Band aus Paris. Die Band gründete sich 2013 unter dem Namen Novelists. Aus rechtlichen Gründen ergänzte die Band im Sommer 2019 ihren Namen um die Buchstaben FR.

## Geschichte
Novelists wurde 2013 von den Brüdern Amael und Florestan Durand gegründet. Nach kurzer Zeit stießen Matteo Gelsomino, Nicolas Delestrade und Charles-Henri Teule zu ihnen. Die Gebrüder Durand spielten bereits zuvor in einigen Bands zusammen, während die restlichen Mitglieder vorher in der Band A Call to Sincerity spielten. Die Bandmitglieder entschieden, vor den Bemühungen um einen Plattenvertrag, einige Singles im Selbstverlag zu veröffentlichen, um ihre Bekanntheit zu vergrößern. Beginnend mit Twenty Years im April 2013 wurden sechs Singles bis zum April 2014 veröffentlicht. Im Anschluss fasste die Band den Plan, ein Album zu veröffentlichen. Zur Verwirklichung dieser Pläne ging die Gruppe einen Vertrag mit dem Managementunternehmen The Artery Foundation Management ein. Im November 2014 bestritten Novelists ihre erste Europatournee mit I, the Breather und Shoot the Girl First.
Im Juli 2015 gab die Band bekannt, dass sie einen Vertrag mit Arising Empire unterzeichnet habe. Das Debütalbum Souvenirs erschien im November 2015. Eine für das gleiche Jahr geplante US-Tournee, als Vorgruppe für I the Breather, wurde aufgrund von Visa-Problemen abgesagt. Ab Januar 2016 kooperierte die Band mit der Musikagentur Avocado Booking. Es folgten zwei Tourneen. Im April mit For Today und Silent Planet und im Oktober mit Breakdown of Sanity und Dream On, Dreamer. Im Juni 2017 veröffentlichten Novelists die Single The Light, The Fire. Die Veröffentlichung begleitete die Tournee mit While She Sleeps und Northlane. Einen Monat nach der Veröffentlichung gab die Band ihren Vertragsabschluss mit SharpTone Records bekannt, sowie den auf September 2017 gelegten Veröffentlichungstermin ihres zweiten Studioalbums Noir.
Das dritte Studioalbum C’est La Vie erschien im Januar 2020. Im April 2020 verkündete die Band den Ausstieg des Sängers Matteo Gelsomino und kündigte an, auf der Suche nach einem neuen Sänger zu sein.
Am 28. Oktober 2020 wurde bekanntgegeben, dass Tobias Rische, der ehemalige Frontmann der Band Alazka, neuer Sänger bei Novelists FR wird. Mit neuem Line-Up veröffentlichte die Band im September 2022 das Album Déjà Vu. Nur ein halbes Jahr später gab die Band am 6. April 2023 auf Instagram bekannt, dass Tobias Rische die Band wieder verlässt. In der Folge kam es zu mehreren Absagen für die Festivalsaison 2023.
Am 12. September 2023 wurde Camille Contreras als neue Sängerin bekannt gegeben, welche bereits zuvor als Gast im Lied „C’est la vie“ vom gleichnamigen Album von 2020 zu hören war.

## Stil
Zumeist wird Novelist FR als progressive Metalcore- oder Djent-Band besprochen. Gelegentlich werden Vergleiche zu Genrevertretern wie Periphery, Monuments und Heart of a Coward gezogen. Für den Djent üblich spielt die Gruppe mit fünfsaitigem Bass und siebensaitiger Gitarre.
Die Musik zeichne sich durch „Rhythmuswechsel mit feinen Gitarrenläufen“ und wiederkehrende Melodien im Gitarrenspiel ohne dabei „die Aggressivität zu verlieren“ aus. Vincent Grundke beschreibt die Musik für das Magazin Metal Hammer als „harmonisches Klangkonglomerat aus hyperschnellen Djent- und Progressive Metal-Gitarren samt Hardcore-Vibe – vor allem im Geschrei.“ Der Gesang variiere zwischen Brüllen, Growling und klarem Gesang. Das Gitarrenspiel gilt hingegen als rhythmusbetont, groovend, progressiv und technisch.

## Diskografie

### Alben
- 2015: Souvenirs (Arising Empire)
- 2017: Noir (Arising Empire)
- 2020: C’est La Vie (Arising Empire)
- 2022: Déjà Vu (Out of Line Music)

### Sonstige
- 2014: Demo EP (Demo, Selbstverlag)
- 2015: Gravity (Single, Selbstverlag)
- 2017: The Light, The Fire (Single, Arising Empire)
- 2020: Lost Cause (Single, Out of the Line Music)

### Musikvideos
| Jahr | Album     | Titel               | Regie                 |
| ---- | --------- | ------------------- | --------------------- |
| 2013 | Demo EP   | Immedicable         | Dissension production |
| 2015 | Souvenirs | Gravity             | Renaud Kritzinger     |
| 2015 | Souvenirs | Voyager             | Pavel Trebukhin       |
| 2015 | Souvenirs | Echoes              | Tuan Nguyen           |
| 2016 | Souvenirs | Souvenirs           | Pavel Trebukhin       |
| 2016 | Souvenirs | 5:12 am             | Pavel Trebukhin       |
| 2017 | Noir      | The Light, The Fire | Pavel Trebukhin       |
| 2017 | Noir      | A Bitter End        | Pavel Trebukhin       |
| 2017 | Noir      | L’appel du Vide     | Pavel Trebukhin       |